# Salvador Castañeda
Salvador Castañeda es un escritor mexicano, nacido en el Ejido San Isidro del municipio de Matamoros, Coahuila, en 1946. Fue cofundador del grupo guerrillero Movimiento de Acción Revolucionaria (MAR) en los años 60. Castañeda cayó en prisión a causa de las acciones de dicho grupo armado, y fue donde descubrió su vocación de escritor. 
Obtuvo el Premio de Novela Grijalbo en 1980 por su primera novela, ¿Por qué no dijiste todo?.
Castañeda fue "víctima de la violencia desatada por el régimen policíaco-militar que encabezara el Partido Revolucionario Institucional (PRI) en contubernio con Washington y la CIA (Central Intelligence Agency, por sus siglas en inglés) en contra de todo militante comunista" durante la etapa conocida como Guerra sucia. Fue miembro fundador del Movimiento de Acción Revolucionaria.

## Obras
Entre sus textos destacan las novelas:
- ¿Por qué no dijiste todo? (Grijalbo, 1980; SEP / Lecturas mexicanas, 1986)
- Los diques del tiempo: diario desde la cárcel (UNAM, 1991)
- La patria celestial (Cal y Arena, 1992)
- El de ayer es Él (El Espejo Concéntrico, 1996)
- Papel Revolución (DMC Torreón, 2001)